# カーリミー商人
カーリミー商人（tājir al-Kārimī、al-tujjār al-Kārimīya）は、11世紀頃以降、特にアイユーブ朝時代からマムルーク朝時代にかけて、エジプトやイエメンを拠点に地中海圏とインド洋圏の間で紅海経由の香辛料貿易に携わったムスリム商人の総称。14世紀には最盛期を迎えたが、14世紀後半に入るとエジプトを襲ったペストの流行やマムルーク朝の商業統制の影響を受けて衰退した。

## 歴史
カーリミー商人の起源は明確にはわかっていない。カーリミーの語源となる「カーリム（Kārim）」という用語が初めて文献上に登場するのはエジプトの歴史家イブン・ダワーダーリーが記した年代記『真珠の宝庫（Kanz al-Durar wa Jāmi' al-Ghurar）』による言及であると見られる。この中にはファーティマ朝のカリフ、ムスタンスィル（在位：1036年-1094年）の治世中の1064年に、商人の到着が遅延してカーリムが途絶えたとある。カイロで発見されたユダヤ人たちの記録、カイロ・ゲニザ文書によれば、初期の「カーリム」という用語は「ナーホダ（ナーフーザ、船舶経営者）、もしくは船主の輸送船団、あるいはその集団」を意味する特殊名称として用いられている。
カーリムという用語自体の語源について定説はなく、中央アフリカのチャド湖北岸の地域名カーニム（Kānim）から来たとする説、アムハラ語のクアラリーマ（Kuararīma、「カーリミーによってエチオピアに輸入された香料」の意）、「偉大な」という意味であり、末端の小規模小売人に対して大規模な卸売り商人を区別する用語として用いられたものだとする説、タミル語のカールヤム（Kāryam「商売、事務」の意）や琥珀（Karim、kahraman）と関連付けられるなどの説がある。

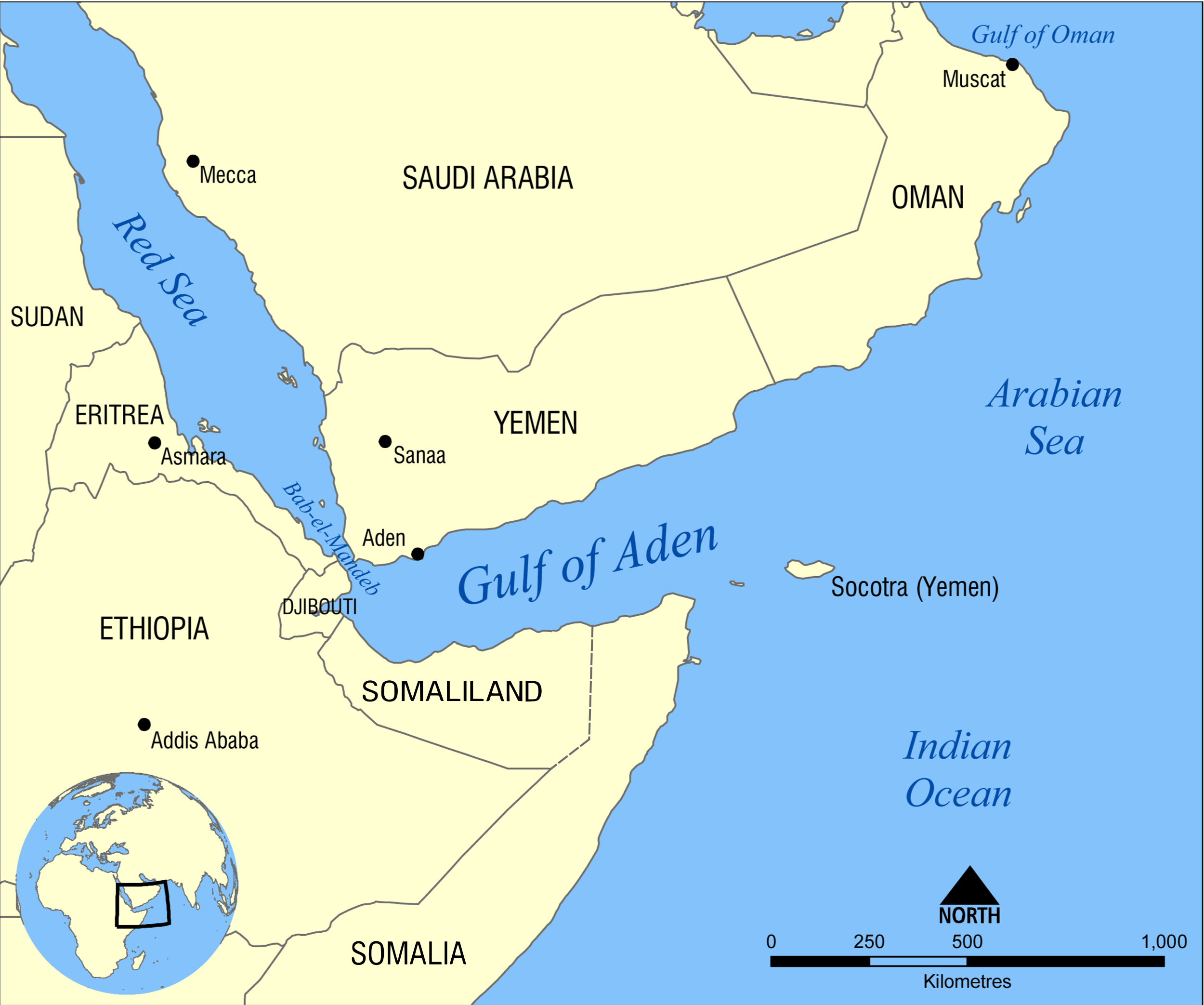
アデンの位置。国境線は現代のもの。

紅海における交易活動の活発化は中東の政治・軍事情勢の変化と密接に関わりあって発展した。969年、チュニジアに興ったファーティマ朝がエジプトを征服した後、ファーティマ朝は東地中海を守るために配備していたシャワーニー船団と同種の艦隊を紅海に配備し、各地を攻撃し海賊の取り締まりを行った。この頃にインド洋におけるイスラームの中心がペルシア湾から紅海へと移り、イエメンのアデンが交易の要衝として発展した。
地中海がヴェネツィアやジェノヴァなど、ヨーロッパ諸国との紛争のために軍事上の庇護を必要としたために、ムスリムの商船は国家と密接に関わっていたのに対し、紅海以東ではそのような脅威は少なく、多数の小規模な商人が参入し、利潤を競い合った。この競争の中からやがて頂点に立つ存在としてカーリミー商人が登場する。
ファーティマ朝に取って代わったアイユーブ朝も紅海の商人たちへの庇護を継続し、さらには強化した。アイユーブ朝を建てたサラーフッディーン（サラディン、在位：1169年-1193年）はカーリミー商人への課税によって得られる利益を重視して彼らを支援し、また十字軍の撃退と共に紅海交易に参入しようとするヨーロッパ人を排除することに成功した。サラーフッディーン治世中の西暦1181年8/9月（ヒジュラ暦577年第一ラビーゥ月）にアデンから「カーリミー商人（tujjār al-Kārim）」が到着したことを伝える記録が残されている。これが「カーリム」という用語と「商人」という用語が組み合わせて使われている確実な最初の例であると考えられている。
アイユーブ朝は紅海の防衛を重要視して多数の艦船や中継基地を紅海に配置した。このことが紅海を経由するカーリミー商人のインド洋交易を一層増大させ、また同時期のヴェネツィア共和国、ジェノヴァ共和国などの活発な地中海の交易とヨーロッパ側の需要がこれを助長した。
マムルーク朝が成立した後、インド洋交易はエジプト経済の柱の1つとなり、13世紀末にはカーリミー商人は極めて重要性を増し、14世紀初頭には頂点を迎えた。マムルーク朝やイエメンのラスール朝など、ムスリム王朝の政治・軍事上の庇護を受けた彼らは活発な商取引によって地中海圏とインド洋圏の間の取引を中継する役割を果たし、国家機構への見返りとして国家の要求に応えて財政的・資金的な支援を行い、またイエメンのラスール朝では港湾業務、徴税、マムルーク朝との間の外交など多くの便宜を図った。マムルーク朝の政治・経済機構にとっても彼らの果たす役割は重要であった。マムルーク朝はその国家機構を維持する上で継続的なマムルーク（白人奴隷）軍人の購入を必要とし、各地から奴隷を輸入していた。さらにイタリア商人たちはエジプトに向けて鉄・木材・武器類を輸出していたが、マムルーク朝がこれらの購入に必要とする金貨・銀貨の原資はカーリミー商人の活動によって得られていたと考えられる。
しかし、その活動は14世紀後半には衰退傾向に入った。この原因の一つと考えられるのは14世紀半ば以降エジプトを襲った記録的なペストの流行である。カーリミー商人たちの間でもペストは数多くの犠牲者を出したと推定され、また断続的な流行によって総人口の4分の1から3分の1が失われたとも言われる人口減は経済的停滞をもたらし、商業活動に大きな空白が生まれた。アブー＝ルゴドは、カーリミー商人たちの間に多数の死者が出たことによる空白を埋めるために国家機構が前面に出て地中海方面との香辛料交易を統制するようになり、カーリミー商人が国家に取って代わられたという過程を想定している。

## 地理的範囲

インドのマラバール海岸。国境線は現代のもの。

カーリミー商人の交易活動の地理的範囲はアラビア海を中心としており、エジプト、アデン、そしてインドのマラバール海岸を結ぶモンスーンを利用した交易がその商業活動の中心であった。そして13世紀末以降は陸上ルートでバグダードとの間でも交易を行った。彼らは香辛料を主力商品としていたが、それ以外にも取り扱う商品は多岐にわたり、イエメンの財務・行政記録からはイエメンからインド方面に向けて金属製品・研磨用石・マフラブ（芳香植物の表皮・種子）・クミン・没薬・ナツメヤシの実・酒・象牙・絹・貴金属類・木綿・鉄製品・皮革類・硫黄・茜染料などが運び出され、エジプト方面には胡椒・ラック染料・ウコン・丁子・ナツメグ・生姜・甘松香・タンニン・藍染料・ブラジル蘇木・白檀・米・胡麻・小麦が持ち込まれた。
一方で東アフリカ沿岸部とカーリミー商人の関係は希薄であり、ペルシア湾岸のスィーラーフに拠点を置くスィーラーフ商人たちが東アフリカで重要な活動を展開していたのに対し、カーリミー商人は東アフリカの物産を求める際には基本的にアデンで購入した。中国の物産を手に入れる場合も通常はインドで購入された。
ただしカーリミー商人の一部は直接中国にまで商圏を広げ、多大な利益をあげていたという。カーリミー商人のイッズ・ウッディーン（・ブン）・アブド・アルアズィーズ・ブン・マンスール・アルカウラミー（1313/1314年、死亡）は5度にわたり中国に出入りしたと伝えられる。彼が中国で見聞したという情報は事実とは考えられない空想的なものを含むが、イブン・アブド・アルマジード・アルヤマーニーの記録にも彼の中国行きが記載されている。イッズ・ウッディーンはヒター（北部中国）地方、ナンサー（南昌と考えられる）、ザイトゥーン（泉州）を旅し、インドのマラバール海岸、アデン、メッカ（マッカ）を経由してエジプトのアレクサンドリアに戻り、多大な資産を用いて複数のマドラサを整備したという。イッズ・ウッディーンはその他にも多くの年代記作家に言及されており、カーリミー商人の中でも特に著名な人物であったと考えられる。1313/1314年に死亡した際には莫大な遺産を残した。